# Амурский 1-й казачий полк
1-й Амурский казачий генерал-адъютанта графа Муравьева-Амурского полк — войсковая часть Амурского казачьго войска. Старшинство полка с 8.12.1858 г. Полковой праздник — 17 марта, в память преподобного Алексия Человека Божия. Дислокация — Благовещенск, временно в г. Нингута (на 1.07.1903-1904 гг.), Благовещенск (до 1.02.1913-после 1.04.1914 г.).

## Полковая униформа
При общей казачьей форме полк носил: Мундир,чекмень,погон,тулья,околыш,клапан-пальто,шинели - тёмно-зелёный, Лампас,колпак папахи,выпушка - жёлтый

## Знаки отличий
1. Полковое знамя - простое, пожалованное 1897 г. Марта 6.
2. Георгиевския серебряныя трубы, пожалованныя 1903 г. Февраля 19: 4 - : «За Эюр, Хинган и Цицикар в 1900 году» - 4-й и 5-й сотен. 2 - : «За Хинган и Цицикар в 1900 году» - 6-й сотни.
3. Знаки отличия на головные уборы с надписью: «За отличия в войну с Японией 1904 и 1905 годах», пожалованные 1911 г. Июля 30.

```
В мирное время в 3-й сотне знаки на головные уборы : «За отличие 
против китайцев
 в 1900 году», пожалованные 1903 г. Февраля 19 - 1-й сотне Амурского казачьего дивизиона.
```

1. Одиночныя белевыя петлицы на воротнике и обшлагах мундиров нижних чинов, пожалованныя 1908 г. Декабря 6.

## Знаки различия

### Офицеры
| Описание     | Знаки различия по состоянию на 1904-1907 гг. | Знаки различия по состоянию на 1904-1907 гг. | Знаки различия по состоянию на 1904-1907 гг. | Знаки различия по состоянию на 1904-1907 гг. | Знаки различия по состоянию на 1904-1907 гг. | Знаки различия по состоянию на 1904-1907 гг. |  |
| ------------ | -------------------------------------------- | -------------------------------------------- | -------------------------------------------- | -------------------------------------------- | -------------------------------------------- | -------------------------------------------- |  |
| Погоны       |                                              |                                              |                                              |                                              |                                              |                                              |  |
| Классный чин | Полковник                                    | Войсковой старшина                           | Есаул                                        | Подъесаул                                    | Сотник                                       | Хорунжий                                     |  |
| Группа       | Штаб-офицеры                                 | Штаб-офицеры                                 | Обер-офицеры                                 | Обер-офицеры                                 | Обер-офицеры                                 | Обер-офицеры                                 |  |

### Нижние чины
| Описание     | Знаки различия по состоянию на 1904-1907 гг. | Знаки различия по состоянию на 1904-1907 гг. | Знаки различия по состоянию на 1904-1907 гг. | Знаки различия по состоянию на 1904-1907 гг. | Знаки различия по состоянию на 1904-1907 гг. |  |
| ------------ | -------------------------------------------- | -------------------------------------------- | -------------------------------------------- | -------------------------------------------- | -------------------------------------------- |  |
| Погоны       |                                              |                                              |                                              |                                              |                                              |  |
| Классный чин | Вахмистр                                     | Старший урядник                              | Младший урядник                              | Приказный                                    | Казак                                        |  |
| Группа       | Унтер-офицеры                                | Унтер-офицеры                                | Унтер-офицеры                                | Солдаты                                      | Солдаты                                      |  |

#### Другие знаки различия

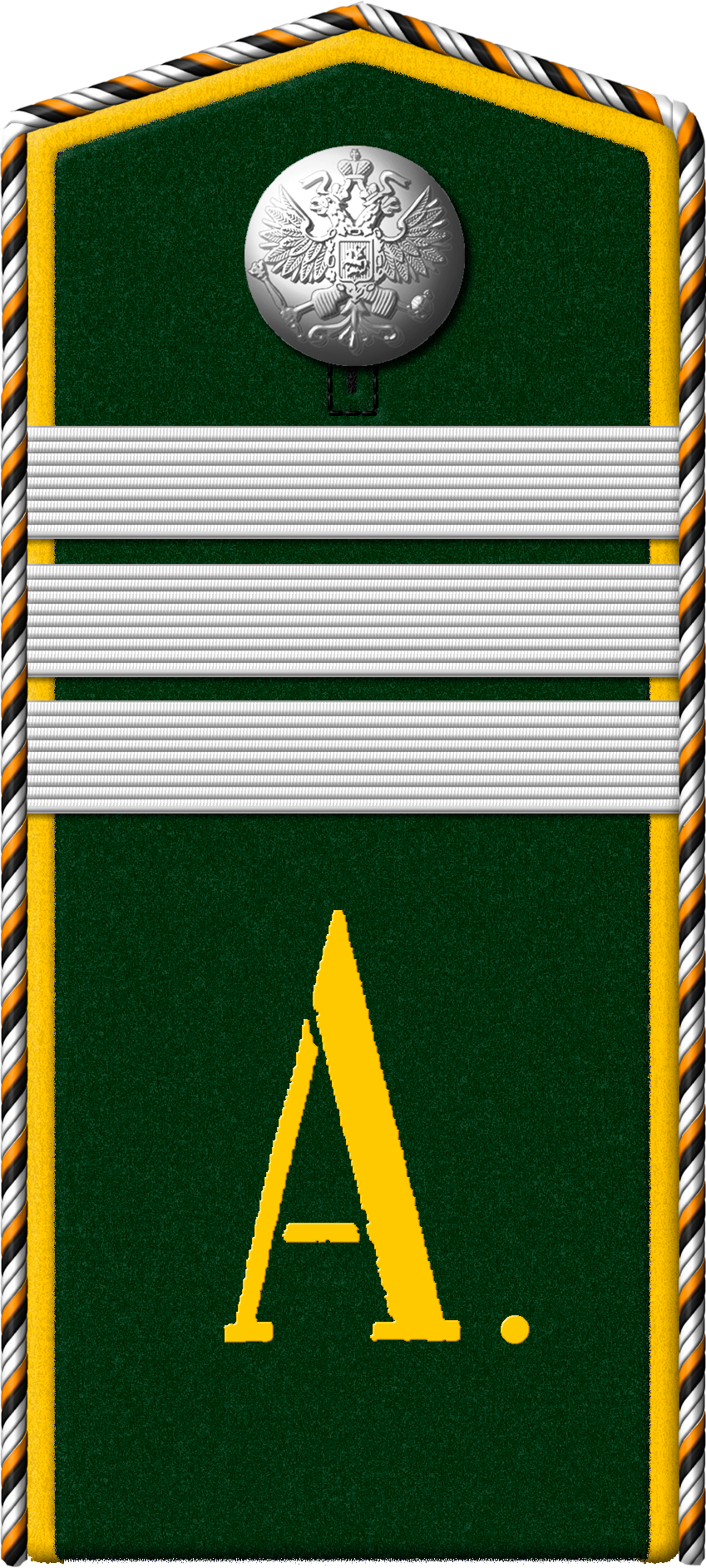
Погон воинского звания (1904-1907 гг.) «Старший медицинский фельдшер, окончивший военно-фельдшерскую школу»

## Командиры полка
11.07.1885 - 16.12.1892 - полковник Г.В.Винников
16.12.1892 - 14.07.1898 - полковник В.Ф.Петров
14.07.1898 - 07.02.1903 - полковник И.Н.Печенкин
- Кононович, Иосиф Казимирович, полковник — 22.02.1903-12.07.1905 гг.
- Бендерев, Анастас Фёдорович, полковник — 20.07.1905-28.04.1906 гг[1].
- 05.05.1906 - 12.12.1907 - полковник А.М.Ваксмут
- 12.12.1907 - 29.10.1908 - полковник Д.Н.Пешков
- Раддац, Эрнест-Август Фердинандович, полковник — 2.11.1908-23.10.1913 гг.
- Савицкий Александр Георгиевич, полковник — 19.11.1913-18.04.1916 гг.
- Сычев Ефим Георгиевич, полковник — 18.04.1916-01.06.1917гг.

## Шефы
- граф Муравьёв-Амурский, Николай Николаевич, генерал-адъютант — 29.12.1909-1918 гг.